# Mexitlia
Genre
Mexitlia est un genre d'araignées aranéomorphes de la famille des Dictynidae.

## Distribution
Les espèces de ce genre se rencontrent au Mexique et aux États-Unis.

## Liste des espèces
Selon World Spider Catalog (version 26, 12/07/2025) :
- Mexitlia altima Bond & Opell, 1997
- Mexitlia grandis (O. Pickard-Cambridge, 1896)
- Mexitlia trivittata (Banks, 1901)

## Systématique et taxinomie
Ce genre a été décrit par Lehtinen en 1967 dans les Dictynidae. 

## Publication originale
- Lehtinen, 1967 : « Classification of the cribellate spiders and some allied families, with notes on the evolution of the suborder Araneomorpha. » Annales Zoologici Fennici, vol. 4, p. 199-468.